# Cârligele
Cârligele é uma comuna romena localizada no distrito de Vrancea, na região de Moldávia. A comuna possui uma área de 40.67 km² e sua população era de 2940 habitantes segundo o censo de 2007.